# Calotelea mellea
Calotelea mellea är en stekelart som beskrevs av Lubomir Masner 1980. Calotelea mellea ingår i släktet Calotelea och familjen Scelionidae. Inga underarter finns listade.